# Paramisophria giselae
Paramisophria giselae is een eenoogkreeftjessoort uit de familie van de Arietellidae. De wetenschappelijke naam van de soort is voor het eerst geldig gepubliceerd in 1977 door Campaner.